# Veneiro
Veneiro (en asturiano y oficialmente: Veneiru) es una casería que pertenece a la parroquia de Calleras en el concejo de Tineo (Principado de Asturias). Se encuentra a 313 m s. n. m. y está situada a 15 km de la capital del concejo, la villa de Tineo. 

## Población
En 2020 contaba con una población de 1 habitante (INE, 2020) y en un total de 1 vivienda (INE, 2010).